# Xã German, Quận Marshall, Indiana
Xã German (tiếng Anh: German Township) là một xã thuộc quận Marshall, tiểu bang Indiana, Hoa Kỳ. Năm 2010, dân số của xã này là 8.902 người.